# クリスティアン・マテニア
クリスティアン・マテニア（Christian Mathenia，1992年3月31日 - ）はドイツ・ラインラント＝プファルツ州マインツ出身のサッカー選手。1.FCニュルンベルク所属。ポジションはゴールキーパー。

## 経歴
2014年にSVダルムシュタット98に加入。同年8月3日のSVザントハウゼン戦でブンデス2部デビューを果たす。
2016年、ハンブルガーSVに移籍。
2018年5月25日、ハンブルガーの降格に伴い1.FCニュルンベルクに移籍した。